# حسن دانش

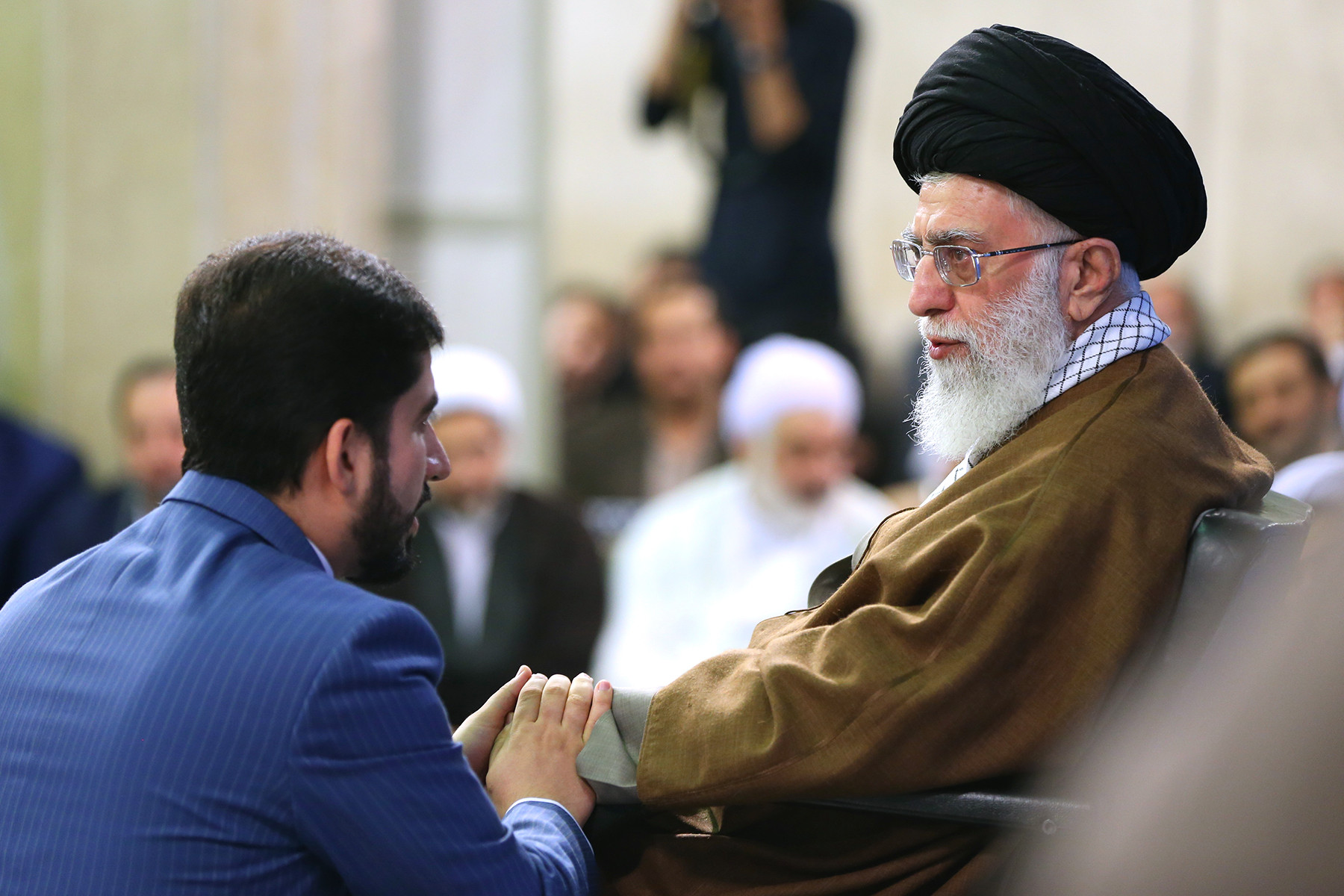
حسن دانش رفقة علي خامنئي في حفل القرآن في مكتب المرشد الأعلى لإيران

حسن دانش (1 يوليو 1986 - 24 سبتمبر 2015) (بالفارسية: حسن دانش‏) مُقرئ إيراني. فاز في عدة مسابقات دولية لقراءة القرآن خلال الفترة من 2012 إلى 2015. كان من بين الحجاج الإيرانيين الذين توفوا خلال تدافع منى، بالقرب من مدينة مكة المكرمة بالسعودية في 24 سبتمبر 2015.

## حياته
حسن دانيش من مواليد 1 يوليو 1986 في مدينة يزد. كان الطفل الثاني لوالديه. دانيش متزوج ولديه ابنتان. درس القرآن الكريم، وكان حافظا ومُقرئا له.

## جوائز وتشريفات
حصل على المرتبة الأولى في جائزة تونس العالمية في حفظ القرآن الكريم وتجويده في عام 2012. كما فاز بجائزة في مسابقة القرآن في المملكة العربية السعودية في عام 2001. وحصل أيضا على المرتبة الأولى في مسابقة القرآن الكريم الدولية الثانية والثلاثين في إيران في عام 2015.
تم عمل فيلم وثائقي عن دانش. تم بثه على (IRIB TV1).

## الوفاة
سافر حسن دانش إلى مكة المكرمة مع وفد قرآني في سبتمبر 2015. في 24 سبتمبر 2015، أدى تدافع إلى وفاة ما لا يقل عن 1100 شخص وإصابة 934 آخرين خلال موسم الحج السنوي في منى، بمكة. كان حسن دانش وأصدقاؤه من بين الحجاج الإيرانيين المفقودين في الحادث.